# 거메인 조제
거메인 조제(Germain Houde, 1952년 12월 14일 ~ )는 캐나다의 배우, 텔레비전 배우이다.

## 출연 작품

### 영화
- 헤즈 오어 테일즈 (2018년)
- 생 마르티르의 저주 (2005년)
- 오메르타 2 (1997년)
- 매투살렘 2 (1997년)
- 레올로 (1992년)
- 굿 리든스 (1980년)

### 텔레비전
- 오퍼레이션 입실론 (1987, Opération Ypsilon)